# Michel Cacoyannis
Michel Cacoyannis ou Michael Cacoyannis (en grec : Μιχάλης Κακογιάννης, Mikhális Kakoyánnis), est un réalisateur et metteur en scène grec, né le 11 juin 1922 à Limassol (Chypre) et mort le 25 juillet 2011 à Athènes.

## Biographie
Les origines chypriotes de Michel Cacoyannis n'ont pas, avant l'indépendance puis la partition, posé de problème quant à sa nationalité grecque. Fils de bonne famille, il étudie le droit à Londres et devient barrister en 1943. Il travaille pour la B.B.C (Service d'outre-mer) de 1941 à 1950.
Il suit alors une formation d'acteur à la Central School of Dramatic Art et de metteur en scène à la Old Vic School. Il devient acteur en 1947, mais choisit de se concentrer sur la mise en scène de théâtre,.
Il se rend à Athènes en 1953, où il travaille pour le théâtre et le cinéma. Son premier film, Le Réveil du dimanche, est salué par la critique comme un véritable « réveil » artistique au milieu d'une production grecque encore peu sûre techniquement. Son écriture filmique tranche alors. Cacoyannis fait alors partie d'une vague de nouveaux réalisateurs (avec principalement Níkos Koúndouros et Tákis Kanellópoulos un peu plus tard) modernisant le cinéma grec, préparant le Nouveau Cinéma grec.
Si Cacoyannis s'oriente rapidement vers l'adaptation cinématographique des tragédies antiques, ses premiers films empruntent déjà la structure au théâtre antique : son héros ou héroïne affronte seule les forces insurmontables du destin, devant un chœur qui assiste au drame et le commente, mais sans intervenir. Stella (1955) en est l'archétype même.
La Fille en noir (1956), plus réaliste et plus mélodramatique, s'imposa par ses images tandis que la photographie de Walter Lassaly sut rendre et maîtriser la violence de la lumière grecque, parallèle à la violence des émotions du film. Les trois films suivants : Fin de crédit (1957), Notre dernier printemps (1960) et L'Épave (1961), les deux derniers des adaptations de romans contemporains, furent des échecs artistiques et commerciaux, au point que la critique grecque finit par se demander si Cacoyannis n'avait pas été un simple feu de paille cinématographique. Cependant, hormis Le jour où les poissons sont sortis de l'eau, intermède comique mineur dans l'œuvre du réalisateur, ses films suivants retrouvèrent l'ampleur de la tragédie antique, soit directement avec les adaptations à l'écran (parfois après une mise en scène au théâtre) de pièces d'Euripide (Électre en 1962 et Les Troyennes en 1971) ou indirectement, avec Zorba le Grec (1964), adaptation de Níkos Kazantzákis. Électre est même considéré comme un modèle où la forme cinématographique soutient et illustre le texte antique : les monologues explicatifs sont remplacés par des longs plans muets ; les discours du chœur sont partagés entre ses membres ; la violence est stylisée ou hors champ. Son Iphigénie (1977) fut moins bien reçu. Tout l'arrière plan mythologique de la pièce a disparu, le film est réduit à une critique trop contemporaine de la cupidité humaine. À la modernisation interprétative, imposant la lecture de Cacoyannis, vinrent s'ajouter une forme trop grandiloquente pour les spectateurs et les critiques : trop de couleurs, trop de figurants, trop de décors, au contraire des premières interprétations tout en sobriété. Ses derniers films (Sweet Country de 1986, Sens dessus dessous de 1993 et La Cerisaie de 1999) sont considérés comme des œuvres mineures dans sa filmographie,.
Obligé de quitter la Grèce pendant la dictature des colonels, Cacoyannis est obligé de tourner son adaptation cinématographique des Troyennes en Espagne. Il travaille à partir de sa mise en scène théâtrale montée huit ans plus tôt à New York.
Il crée une fondation pour le théâtre et le cinéma, rue Piréos, en 2010, avec un théâtre de 330 places, un cinéma de 120 places, une salle polyvalente de 68 places, une salle d'exposition, deux bars, un restaurant et une boutique.
Il a été cinq fois nommé aux Oscars (un record pour un artiste grec) : meilleur réalisateur, meilleure adaptation et meilleur film pour Zorba le Grec et meilleur film étranger pour Électre et Iphigénie.
Il est inhumé dans la cour de la fondation qui porte son nom à Athènes.

## Cinéma
- 1954 : Le Réveil du dimanche (Kyriakatiko xypnima) - réalisateur, scénariste
- 1955 : Stella - réalisateur, scénariste, producteur
- 1956 : La Fille en noir (To Koritsi me ta mavra) - réalisateur, scénariste
- 1957 : Fin de crédit (To telefteo psemma) - réalisateur, scénariste, producteur
- 1960 : Notre dernier printemps (Eroïka) - réalisateur, scénariste, producteur
- 1961 : L'Épave (Il relitto) - réalisateur, scénariste
- 1962 : Électre (Elektra) - réalisateur, scénariste, producteur[15]
- 1964 : Zorba le Grec (Alexis Zorbas) - réalisateur, scénariste, producteur
- 1967 : Le Jour où les poissons sont sortis de l'eau (Otan ta psaria vgikan sti steria) - réalisateur, scénariste, producteur
- 1971 : Les Troyennes (The Trojan women) - réalisateur, scénariste, producteur
- 1974 : L’histoire de Jacob et Joseph, réalisateur, musique Mikis Theodorakis[16],
- 1975 : Attila 74 - réalisateur, producteur
- 1977 : Iphigénie - réalisateur, scénariste
- 1986 : Sweet Country (Glykeia Patrida) - réalisateur, scénariste, producteur
- 1993 : Sens dessus dessous (Pano kato ke plagios) - réalisateur, scénariste, producteur
- 1999 : La Cerisaie - réalisateur, scénariste, producteur

## Récompenses
- Festival de Cannes
  - Sélection officielle :
    - 1954 : Le Réveil du dimanche
    - 1955 : Stella
    - 1956 : La Fille en noir
    - 1957 : Fin de crédit
    - 1961 : L'Épave
    - 1962 : Électre
    - 1977 : Iphigénie

  - Récompenses :
    - Prix spécial pour Électre
- Berlin
  - 1960 : Sélection officielle pour Notre dernier printemps
  - 1963 : Ours d'argent pour Électre
- Academy Awards (Oscars) (Nommé)
  - 1963 : Meilleur film étranger : Électre
  - 1964 : Meilleur film : Zorba le Grec
  - 1964 : Meilleur réalisateur : Zorba le Grec
  - 1964 : Meilleure adaptation : Zorba le Grec
  - 1977 : Meilleur film étranger : Iphigénie
- Golden Globe Awards
  - 1956 : Golden Globe du meilleur film étranger : Stella
  - 1957 : Golden Globe du meilleur film étranger : Notre dernier printemps
  - 1965 : Meilleur réalisateur : Zorba le Grec (nommé)
- British Academy Awards(BAFTA) (nommé)
  - 1966 : Meilleur film : Zorba le Grec
  - 1966 : UN Award pour Zorba le Grec
- New York Film Critics (nommé)
  - 1964 : Meilleur film : Zorba le Grec
  - 1964 : Meilleur réalisateur : Zorba le Grec
  - 1964 : Meilleur scénario : Zorba le Grec
- David di Donatello Awards
  - 1964 : Zorba le Grec
- Festival international du film de Thessalonique (récompenses)
  - 1960 : Prix rétrospectif du meilleur film 1955-1959 : Stella
  - 1961 : Meilleur réalisateur : Notre dernier printemps
  - 1962 : Meilleur film : Électre ; Meilleur réalisateur : Électre
  - 1977 : Meilleur film : Iphigénie
  - 1999 : Prix Spécial : La Cerisaie
- Moscow Film Festival (récompense)
  - 1956 : Silver Medal for La Fille en noir
- Edinburgh International Film Festival (récompenses)
  - 1954 : Diploma of Merit pour Le Réveil du dimanche
  - 1962 : Diploma of Merit pour Électre
- Montréal World Film Festival
  - 1999 : Prix Spécial
- Jerusalem Film Festival
  - 1999 : Prix pour l'ensemble de sa carrière
- Cairo International Film Festival
  - 2001 : Prix pour l'ensemble de sa carrière

## Théâtre
- 1965 : Les Troyennes d'Euripide, adaptation Jean-Paul Sartre, TNP Théâtre de Chaillot, Festival d'Avignon en 1965 et 1966, New York 1964
- 1966 : Les Diables, New York
- 1967 : Le deuil sied à Électre d'Eugene O'Neill, New York
- 1968 : Roméo et Juliette de William Shakespeare, TNP Théâtre de Chaillot[17]
- 1977 : Les Bacchantes d'Euripide, Comédie-Française au Théâtre de l'Odéon
- 1983 : Zorba, New York, (comédie musicale)
- 1983 : Électre, Épidaure